# Wolmyeong-dong
Wolmyeong-dong (koreanska: 월명동) är en stadsdel i staden Gunsan i provinsen Norra Jeolla i den sydvästra delen av Sydkorea, 180 km söder om huvudstaden Seoul.